# Anita Cochran
Anita Cochran, pseudonimo di Anita Renee Cockerham (South Lyon, 6 febbraio 1967), è una cantautrice, produttrice discografica e chitarrista statunitense.

## Biografia
Dopo aver imparato a suonare la chitarra, il banjo e il mandolino da piccola, Anita Cochran ha firmato un contratto discografico con la Warner Records nel 1997. Nello stesso anno ha pubblicato il suo album di debutto Back to You, che ha raggiunto la 24ª posizione della Top Country Albums e la 173ª della Billboard 200. Nella Hot Country Songs, invece, ha piazzato otto singoli, tra cui uno al primo posto: si tratta di What If I Said, in duetto con Steve Wariner, giunto anche alla numero 59 della Hot 100.
Nel 2007 ha prodotto il disco di Tammy Cochran Where I Am. Nel 2018 le è stato diagnosticato un tumore al seno e l'anno seguente molti artisti country anni 90 hanno organizzato un concerto in suo onore.

## Discografia

### Album in studio
- 1997 – Back to You
- 1999 – Anita
- 2009 – Serenity

### Singoli
- 1997 – I Could Love a Man Like That
- 1997 – Daddy Can You See Me
- 1997 – What If I Said (con Steve Wariner)
- 1998 – Will You Be Here?
- 1999 – For Crying Out Loud
- 2000 – Good Times
- 2000 – You with Me
- 2004 – (I Wanna Hear) A Cheatin' Song (con Conway Twitty)
- 2004 – God Created Woman
- 2018 – Fight Like a Girl